# Großsteingrab Heeslingen
Das Großsteingrab Heeslingen war eine megalithische Grabanlage der jungsteinzeitlichen Trichterbecherkultur bei Heeslingen im Landkreis Rotenburg (Wümme) (Niedersachsen). Es wurde im 19. Jahrhundert zerstört.

## Lage
Das Grab befand sich westlich von Heeslingen am Weg nach Offensen, auf einer Anhöhe nahe dem Bach Stimbeck (Steinbeck).

## Beschreibung
Nach einem Bericht von 1839 besaß das Grab einen Deckstein mit einer Länge von 2,33 m und einer Breite von 1,75 m, der auf vier Wandsteinen ruhte. Da nicht vermerkt wurde, ob das Grab vollständig erhalten war, lässt sich sein genauer Typ nicht sicher bestimmen.